# Karl-Günther Heimsoth
Karl-Günther Heimsoth, auch Karl-Guenter Heimsoth, (* 4. Dezember 1899 in Charlottenburg als Carl-Günther Ignaz Heimsoth; † zwischen März und Juni 1934 in Breslau) war ein deutscher Mediziner und Publizist.

## Leben und Wirken

### Frühes Leben und Studium (1919 bis 1924)
Karl-Günther Heimsoth war der Sohn des Handelsgerichtsrats und Bankdirektors Carl Heimsoth und dessen Ehefrau Toni, geborene Keller. Seine Jugend verbrachte er in Dortmund, wo er das städtische Gymnasium und das Realgymnasium besuchte, an dem er im Juni 1917 das Notabitur ablegte. Anschließend trat Heimsoth in das preußische Lauenburgische Fuß-Artillerieregiment Nr. 20 ein, mit dem er im Frühjahr 1918 zur Teilnahme am Ersten Weltkrieg ausrückte: In diesem wurde er, zuletzt im Rang eines Leutnants, bis zum Kriegsende an der Westfront eingesetzt. Angeblich bewogen „durch die geänderten politischen Verhältnisse“ reichte er seinen Abschied ein und schied im April 1919 als Leutnant Außer Dienst aus der Reichswehr aus.
Zum Sommersemester 1919 nahm Heimsoth das Studium der Medizin an der Universität Tübingen auf. Er setzte dieses mit klinischen Semestern in München, Kiel und Rostock fort. Das ärztliche Vorexamen legte er in Jena ab. In Rostock, wo er vier Monate an der Rostocker medizinischen Universitäts-Poliklinik arbeitete, legte Heimsoth schließlich im Frühjahr 1924 sein medizinisches Staatsexamen ab. Heimsoth unterbrach seine Studien in den Jahren 1920 und 1921 mehrfach, um als Angehöriger eines Freikorps an Kämpfen im Ruhrgebiet, in Thüringen und in Oberschlesien teilzunehmen.
Nach Vorarbeiten, die bis in den Winter 1922/1923 zurückreichten, verfasste Heimsoth während seiner Zeit in Rostock seine Doktorarbeit, die er Mitte August 1924 in Warnemünde niederschrieb. Die Arbeit trug den Titel Hetero- und Homophilie und widmete sich dem Thema der gleichgeschlechtlichen Liebe beziehungsweise Sexualität. Mit diesem Werk war Heimsoth wahrscheinlich der erste, der den Begriff „Homophilie“ in die Sexualwissenschaft einführte.
In seiner Dissertation vertritt Heimsoth die Auffassung, dass es in erotischen und freundschaftlichen Bindungen bestimmte Gesetzmäßigkeiten gibt, in denen das Gleiche gesucht und begehrt werde. Diese Homophilie könne in Bindungen von Mann zu Mann wie von Frau zu Frau auftreten. Im Gegensatz dazu sah Heimsoth die Heterophilie als eine von Gegensätzen geprägte Beziehung an. Zur Heterophilie zählte er auch die Beziehung zwischen einem „verweiblichten“ und einem „männlichen“ Mann. Heimsoths Interpretation von Homosexualität und männlicher Freundschaft griff auf Vorstellungen zurück, wie sie Otto Weininger 1903 in Geschlecht und Charakter und Hans Blüher 1919 in Die Rolle der Erotik in der männlichen Gesellschaft entwickelt hatten.
Zum Ausgangspunkt seiner Überlegungen machte Heimsoth Blühers Theorie von der zentralen gesellschaftlichen Bedeutung des mannmännlichen Eros. Von Weininger übernahm Heimsoth das Gesetz der polaren Bindung als Antrieb zur sexuellen Vereinigung und ergänzte es durch ein zweites Gesetz der homopolaren Bindung. Im Kern versuchte er mit diesem zu beweisen, dass ein männlicher Mann einen anderen ebenso männlichen Mann lieben und sexuell begehren könne, weil es esoterische und freundschaftliche Bindungen gäbe, in denen nicht das andere Geschlecht, sondern das eigene Geschlecht als Gegenpol gesucht und begehrt werde.

### Als Aktivist und Publizist in der Weimarer Republik (1924 bis 1928)
Nach seiner Promotion arbeitete Heimsoth seit Ende 1924 als Praktikant in der Kieler Universitäts-Frauenklinik. Zur gleichen Zeit entwickelte er sich zu „einem Aktivisten der homosexuellen Emanzipationsbewegung“. Heimsoth grenzte sich dabei vom Wissenschaftlich-humanitären Komitee (WhK) um Magnus Hirschfeld ab; seiner Ansicht nach waren die dort vertretenen Theorien der Existenz eines Dritten Geschlechts eine Irrlehre. Im Beitrag „Freundesliebe oder Homosexualität“, 1925 in der von Adolf Brand herausgegebenen Zeitschrift Der Eigene erschienen, zeigte sich Heimsoths Antisemitismus: „[J]ede männerheldische heroische Freundesliebe“ bleibe „in der Idee und Verständnismöglichkeit dem Judengeiste fremd“. Heimsoths Idealvorstellungen waren die eines virilen, arischen und vollwertigen Mannes. Homoerotische Männerfreundschaften sollten die Verbindung zum „obersten Machtaufgebot“ herstellen. Beispiele für derartige Männerhelden glaubte Heimsoth unter den Soldaten des Ersten Weltkrieges und im Milieu der Freikorps finden zu können, wie aus einem 1925 veröffentlichten Aufruf an die Leser der Zeitschrift Der Eigene hervorgeht: Darin bat er um die Zusendung von Dokumenten, die „homoerotische Begebenheiten und Zusammenhänge bei den Formationen der Kampfwagen, Geheimbünden“ belegen könnten, und wünschte sich Material „zum Heroismus, zum heldischen Führerproblem und der Psyche des Freiwilligen, des Desperados, des Landsknechts, des Freikorpslers und des Geheimbündlers“.
Von 1925 bis 1928 ließ sich Heimsoth von Fregattenkapitän Friedrich Schwickert in Wien in Astrologie ausbilden. Heimsoths Veröffentlichung Charakter-Konstellation: Mit besonderer Berücksichtigung der Gleichgeschlechtlichkeit von 1928 ist Schwickert gewidmet. In diesem Werk versucht Heimsoth Psychoanalyse und Astrologie miteinander zu vereinen und ein Schema für die Feststellung der Veranlagung eines Menschen zur Homosexualität, aufgrund der Konstellation der Gestirne zum Zeitpunkt seiner Geburt, herauszuarbeiten.

### Beziehung zu Ernst Röhm (1928 bis 1934)
1928 wandte sich Heimsoth in einem Brief an Ernst Röhm. Röhm, als Teilnehmer des Hitlerputsches wegen Hochverrats verurteilt, hatte sich 1925 mit Hitler überworfen. Passagen in Röhms 1928 veröffentlichtem Buch Geschichte eines Hochverräters las Heimsoth als ein verstecktes Bekenntnis zu Röhms Homosexualität. Vor dem Hintergrund parlamentarischer Debatten zur Reform des Paragraph 175, in denen die NSDAP eine verschärfte Verfolgung Homosexueller forderte, wollte Heimsoth Röhm als weiterhin bekannten Nationalsozialisten offenbar zu einer klarer formulierten Position zum §175 gewinnen. Röhm bestätigte Heimsoths Vermutungen:
„Sie haben mich voll verstanden! Natürlich kämpfe ich mit dem Absatz über Moral vor allem gegen den §175. Sie meinen aber nicht deutlich genug? Ich hatte im ersten Entwurf eine nähere Ausführung über das Thema; habe es aber auf den Rat von Freunden, die sich von dieser Art zu schreiben, mehr Wirkung versprechen, in die jetzige Fassung geändert.“
Ende 1928 trafen sich Röhm und Heimsoth. Aus späteren Briefen Röhms geht hervor, dass beide auch sehr persönliche Gespräche führten und gemeinsam Treffpunkte Homosexueller in Berlin besuchten. Heimsoth deponierte später Röhms Briefe im Tresor eines Anwalts. 1930 übernahm Röhm als Stabschef die Führung der SA. Seit April 1931 ermittelte die Münchner Staatsanwaltschaft gegen Röhm wegen „widernatürlicher Unzucht“. Am 10. Juli 1931 beschlagnahmte die Berliner Polizei bei einer Hausdurchsuchung Röhms Briefe; Heimsoth wurde vernommen. Um die Jahreswende 1931/32 setzte der Staatssekretär im Preußischen Innenministerium, Wilhelm Abegg, den sozialdemokratischen Publizisten Helmuth Klotz von den Briefen in Kenntnis. Begleitet von umfangreichen Presseberichten veröffentlichte Klotz die Briefe im März 1932.
Heimsoth trat der NSDAP zum 1. Mai 1933 bei (Mitgliedsnummer 3.052.639). Unzutreffend ist demnach die in der Literatur gelegentlich auftauchende Behauptung, Heimsoth wäre bereits zum Zeitpunkt der Korrespondenz mit Röhm Mitglied der Partei gewesen. Möglich ist jedoch, dass Heimsoth, auch ohne nominell Parteimitglied zu sein, bereits in den Jahren vor 1933 gesinnungsmäßig bereits ein „glühender Nationalsozialist“ war, wie Otto Strasser später behauptete. Hierfür spricht die Tatsache, dass Heimsoth in den Jahren nach 1930 der von Strasser geführten NSDAP-Abspaltung Kampfgemeinschaft Revolutionärer Nationalsozialisten (KGRNS) angehörte. Zwischen Strasser – einem der Führer des „linken“ Flügels der NSDAP – und Hitler war es zuvor zu Auseinandersetzungen um die von Hitler verfolgte Legalitätspolitik gekommen. Strasser war es auch gewesen, der im Juni 1931 der Polizei den Hinweis auf die Röhm-Briefe gegeben hatte.
In der KGRNS übernahm Heimsoth im Oktober 1930 das „Büro zum Studium der außenpolitischen Fragen“, zudem gehörte er dem Reichsführerrat der Organisation an. Im August 1931 trat Heimsoth aus der KGRNS aus; im folgenden Monat nannte er die KGRNS eine „regierungsfaschistische Reservestellung“ und warf der Strasser-Abspaltung vor, sie sei nicht als Folge einer politischen Auseinandersetzung, sondern aus persönlichen Motiven heraus entstanden. Heimsoth schloss sich stattdessen der Nationalistengruppe in der KPD um Beppo Römer an. Ferner gehörte er zur Leitenden Kommission (Leiko) der Aufbruch-Arbeitskreise (AAK) um die von Römer herausgegebene Zeitschrift Aufbruch. Bei den Arbeitskreisen handelte es sich um einen Versuch der KPD, in intellektuellen Kreisen wie auch unter Offizieren Verbündete für den Kampf gegen den Nationalsozialismus zu gewinnen. Heimsoth war zudem Informant des militärpolitischen Apparates der KPD, des Nachrichtendienstes der Partei unter Hans Kippenberger.

### Geheimnisvolles Verschwinden (1934)
Nach der nationalsozialistischen „Machtergreifung“ lieferte Heimsoth, obwohl er sich nun offiziell der NSDAP anschloss, weiterhin Informationen an den Nachrichtendienst der KPD. Ein Bericht der Gestapo vom September 1933 wies zudem auf fortbestehende Kontakte zu Beppo Römer hin.
Am 3. März 1934 wurde Heimsoth, wie seine Mutter in einem Hilfeersuchen an den Chef der Heeresleitung Werner von Fritsch vom 13. September 1934 schrieb, wegen "politischer Umtriebe" in Schutzhaft genommen und nach Breslau überführt. Von dort soll er am 15. März 1934 nach Berlin zurückgebracht und am 16. März 1934 entlassen worden sein. Seither, so Heimsoths Mutter, fehle jede Spur von ihm. In einem Brief vom 27. Mai 1950 teilte ein Dr. Bruno Krause der Generalstaatsanwaltschaft in München mit, dass Heimsoth nach seinen 1934 im Auftrag von Heimsoths Mutter angestellten weiteren Nachforschungen vom Breslauer SA-Obergruppenführer und Polizeipräsidenten Edmund Heines verhaftet und in Breslau erschossen worden sei. Ein Breslauer Oberlandesgerichtsrat habe ihm damals mitgeteilt,  dass die Erschießung Heimsoths in Breslau ein offenes Geheimnis sei.
In der NSDAP-Zentralkartei wurde Heimsoth im Juli 1934 als „ausgetreten“ wegen Todes aufgrund Meldung des Gaues Berlin vermerkt. Diese Angabe führte später dazu, dass in Bezug auf Heimsoth in der Literatur häufiger irrtümlich angenommen wurde, dass er im Zuge des Röhm-Putsches vom 30. Juni/1. Juli 1934 umgebracht worden sei.
Ernst Jünger kommentierte den von ihm vermuteten Mord an Heimsoth später mit dem Verweis, dass dieser „am Wittenbergplatz eine zwielichtige Praxis unterhielt, eine wahre Fallgrube. Er steckte ähnlich wie der Hellseher Hanussen, voll von gefährlichen Geheimnissen und war einer der ersten, die liquidiert wurden.“

### Nachleben
Der Schriftsteller Hanns Heinz Ewers griff in seinem Freikorps-Roman Reiter in deutscher Nacht (1931) offenbar auf Informationen Heimsoths zurück. In der Romanfigur des homosexuellen Leutnants a. D. Detlev Hinrichsen ist, Bernd-Ulrich Hergemöller zufolge, Heimsoth erkennbar.

## Schriften
- Hetero- und Homophilie. Eine neuorientierende An- und Einordnung der Erscheinungsbilder, der „Homosexualität“ und der „Inversion“ in Berücksichtigung der sogenannten „normalen Freundschaft“ auf Grund der zwei verschiedenen erotischen Anziehungsgesetze und der bisexuellen Grundeinstellung des Mannes, Dortmund 1924. (Dissertation)
- Charakter-Konstellation. Mit besonderer Berücksichtigung der Gleichgeschlechtlichkeit, München 1928.
- Freikorps greift an! Militärpolitische Geschichte und Kritik der Angriffs-Unternehmen in Oberschlesien 1921, Berlin 1930.
- "Schluss mit Strasser – Stennes – Ehrhardt. Der Schwindel der <Schwarzen Front>", in: Der Vorkämpfer September 1931.